# Manfred Mohr (Autor)
Manfred Mohr (* 23. Juni 1961 in Hürth) ist ein deutscher Chemiker, Lyriker, Coach, Trainer und Autor. 

## Leben
Nach einem Studium der Chemie an der Universität Köln promovierte Mohr 1992 dort in diesem Fach.
Seit 2007 ist er als Coach, Seminarleiter/Trainer und Autor, besonders zu dem Themenbereichen „Achtsamkeit“, „Wahrnehmen“ und „Lebenshilfe“, darunter insbesondere dem theoretischen Konzept des Hoʻoponopono, tätig.
Er war bis zu deren Tod mit der Fotografin, Graphikerin und Autorin Bärbel Mohr (1964–2010) verheiratet, deren Publikationsthemen er fortführt.

## Werke (Auswahl)
- Verzeih Dir! Inneren und äußeren Frieden finden mit Ho'oponopono, Berlin 2013, ISBN 978-3-7934-2256-3.
- Das kleine Buch vom Hoppen. Den Weg des Herzens gehen mit Hoʻoponopono, Darmstadt 2013, ISBN 978-3-8434-5062-1.
- mit Texten von Bärbel Mohr, Das Wunder der Dankbarkeit. Wie Wertschätzung das Leben verwandelt, München 2012, ISBN 978-3-8338-2620-7.
- Die Kunst der Leichtigkeit. Das Vermächtnis von Bärbel Mohr, Berlin 2012, ISBN 978-3-548-74568-8.
- zusammen mit Bärbel Mohr, Fühle mit dem Herzen und du wirst deinem Leben begegnen Burgrain 2012, ISBN 978-3-86728-199-7.
- zusammen mit Bärbel Mohr, Das Wunder der Selbstliebe. Der geheime Schlüssel zum Öffnen aller Türen, München 2011, ISBN 978-3-8338-2283-4.
- Die 5 Tore zum Herzen. Gefühle sind Gebete an die Quelle des Lebens, Burgrain 2011, ISBN 978-3-86728-152-2.
- Gedichte, die das Herz berühren, Regensburg 2009, ISBN 978-3-89758-322-1.
- zusammen mit Bärbel Mohr, Fühle mit dem Herzen und du wirst deinem Leben begegnen., Burgrain 2007, ISBN 978-3-86728-025-9.

| Personendaten    | Personendaten                                         |
| ---------------- | ----------------------------------------------------- |
| NAME             | Mohr, Manfred                                         |
| ALTERNATIVNAMEN  | Hürth, Manfred                                        |
| KURZBESCHREIBUNG | deutscher Chemiker, Lyriker, Coach, Trainer und Autor |
| GEBURTSDATUM     | 23. Juni 1961                                         |
| GEBURTSORT       | Hürth                                                 |